# Campachipteria patavina
Campachipteria patavina är en kvalsterart som först beskrevs av Oudemans 1914.  Campachipteria patavina ingår i släktet Campachipteria och familjen Achipteriidae. Inga underarter finns listade.